# Дроеда Юнайтед
Дроеда Юнайтед (ірл. Cumann Peile Dhroichead Átha Aontaithe) — ірландський футбольний клуб, створений у 1962 році внаслідок злиття двох клубів міста Дроеда: «Дроеда Юнайтед», заснованого у 1919 році і ФК «Дроеда», заснованого у 1962 році. Виступає у Ірландській лізі.

## Досягнення
- Чемпіон Ірландії (1): 2007
- Срібний призер чемпіонату Ірландії (2): 1982/83, 2012
- Володар Кубка Ірландії (2): 2005, 2024
- Фіналіст Кубка Ірландії (3): 1971, 1976, 2013
- Володар Кубка Ліги (2): 1983/84, 2012
- Володар Кубка першого дивізіону (1): 1990/91
- Володар Кубка Сетанти (2): 2006, 2007

## Виступи в єврокубках
| Сезон   | Змагання       | Раунд | Суперник          | Вдома        | На виїзді | В сукупності  |
| ------- | -------------- | ----- | ----------------- | ------------ | --------- | ------------- |
| 1983–84 | Кубок УЄФА     | 1Р    | Тоттенгем Готспур | 0–6          | 0–8       | 0–14          |
| 2006–07 | Кубок УЄФА     | 1КР   | ГІК               | 3–1 (дод.ч.) | 1–1       | 4–2           |
| 2006–07 | Кубок УЄФА     | 2КР   | Старт             | 1–0          | 0–1       | 1–1 (10–11 п) |
| 2007–08 | Кубок УЄФА     | 1КР   | Лібертас          | 1–1          | 3–0       | 4–1           |
| 2007–08 | Кубок УЄФА     | 2КР   | Гельсінгборг      | 1–1          | 0–3       | 1–4           |
| 2008–09 | Ліга чемпіонів | 1КР   | ФКІ Левадія       | 2–1          | 1–0       | 3–1           |
| 2008–09 | Ліга чемпіонів | 2КР   | Динамо Київ       | 1–2          | 2–2       | 3–4           |
| 2013–14 | Ліга Європи    | 1КР   | Мальме            | 0–0          | 0–2       | 0–2           |